# RTP Madeira
RTP Madeira es un canal de televisión regional perteneciente al grupo Rádio e Televisão de Portugal asumiendo la responsabilidad de prestar un servicio público a la Región Autónoma de Madeira.

## Historia
RTP Madeira es un canal de televisión de carácter regional, alternativo, que asume la responsabilidad y la misión de prestar un servicio público de televisión para la región autónoma de Madeira. Comenzó sus emisiones el 6 de agosto de 1972 en Funchal. Como objetivos centrales tiene, en el plano interno, hacer llegar a todo el archipiélago información de la actualidad regional. En el plano externo tiene el objetivo de llevar los hechos cotidianos de la región a todos los madeirenses que se hallen en cualquier parte del mundo, con la imprescindible ayuda de RTP Internacional.
El 9 de octubre de 2011, RTP Madeira pasó a emitir solo 5 horas diarias mientras que el resto del tiempo la emisión era simultánea con RTP Informação (hoy en día RTP3).
El 7 de marzo de 2015, RTP Madeira comenzó a estar disponible en todo el territorio portugués a través de los operadores de televisión de pago MEO, Cabovisão, Vodafone y NOS.
Hasta el 12 de febrero de 2017, RTP Madeira era el único canal de RTP que todavía emitía en formato 4:3 prácticamente la totalidad de su programación. Desde entonces emite en 16:9 igual que el resto de canales.

## Programación

### Programas Regionales
- Telejornal Madeira
- Jornal Local
- Passeio Público
- Interesse Público
- Parlamento (Madeira)
- Madeira Viva
- Atlântida (Madeira)
- Pátio dos Estudantes
- Domingo Desportivo
- Notícias do Atlântico
- Notícias 19H Madeira
- Dossier de Imprensa
- Prolongamento
- Super Especial

### Programas Ocasionales
- Passagem de Ano Madeira
- Carnaval da Madeira
- Festa da Flor da Madeira
- Rali Vinho da Madeira
- Especial Informação (Madeira)

### Programas Nacionales
- RTP3
- Cartaz RTP
- Mundo Automóvel
- Cuidado com a Língua!
- Sabia Que?
- Os Filhos do Rock
- Hora dos Portugueses
- Cozinha com Amor